# Galeriegrab von La Hautière
Das Galeriegrab von La Hautière (auch Allée couverte de la Trégon genannt) ist ein Galeriegrab bei Trégon im Département Côtes-d’Armor in der Bretagne in Frankreich.
Die Nordwest-Südost orientierte Galerie ist etwa 16,0 m lang. Sie wird auf der Ostseite von 14 und auf der Westseite von 11 Tragsteinen begrenzt und von sechs Decksteinen bedeckt. Der größte Deckstein ist 3,05 m lang, die anderen sind etwa 2,6 m lang. Die Deckenhöhe beträgt innen 0,9 m bei einer lichten Weite von 1,05 m. Die meisten Blöcke sind aus Quarzit.
Es ist seit 1964 als Monument historique klassifiziert.
In der Nähe liegt der Dolmen de la Ville-Tinguy.